# Franz Schön (Politiker)
Franz Schön (* 28. Juli 1893 in Krönau, Mähren; † 4. April 1957 in Neufeld an der Leitha) war ein österreichischer Bergarbeiter und Politiker (SDAP). Schön war verheiratet und hatte 3 Kinder, Abgeordneter zum Burgenländischen Landtag und Abgeordneter zum Nationalrat.
Schön besuchte die Volksschule und war danach als Arbeiter tätig. Er arbeitete ab 1919 als Arbeiter im Kohlentagbau in Neufeld und war vom 9. September 1922 bis zum 13. April 1923 Gemeindekommissär und vom 14. April 1923 bis zum 15. Mai 1930 Bürgermeister von Neufeld. Dieses Amt übergab er nach unbewiesenen Korruptionsvorwürfen an Karl Hammer (SDAP). Des Weiteren hatte Schön 1922 die Funktion des Bezirksparteisekretärs im Bezirk Eisenstadt inne und war Mitglied des Landesparteivorstandes und der Landesparteikontrolle. Schön gehörte vom 13. November 1923 bis zum 24. Juni 1930 dem Burgenländischen Landtag an und war vom 13. Juli 1922 bis zum 20. November 1923 Abgeordneter zum Nationalrat. Im Zuge des Februaraufstandes wurde Franz Schön mit anderen sozialdemokratischen Führern und Mandataren auf Befehl des Sicherheitsdirektors des Burgenlandes, Gendarmerieoberst Kuczinsky, in Schutzhaft genommen.